# Ján Mucha (1978)
Ján Mucha (* 20. června 1978, Bojnice, Československo) je slovenský fotbalový brankář, který v současnosti působí ve slovenském klubu TJ Baník Ružiná.

## Fotbalová kariéra
Mucha odehrál v letech 1995–2000 čtyři sezóny ve slovenském klubu FC Nitra, celkem odchytal 50 zápasů. Poté v letech 2000–2005 hrál v MFK Ružomberok. V letech 2005–2006 působil v českém klubu FC Viktoria Plzeň, kde odchytal 9 utkání.
Zúčastnil se v Letních olympijských her v Austrálii, ale nenastoupil ani do jednoho zápasu na turnaji, plnil roli rezervního brankáře.